# سمكة الفراشة العربية
سمكة الفراشة العربية (الاسم العلمي: Cephalopholis sexmaculata) يعرف أيضًا بـ سمكة الفراشة سوداء الزعانف، أو سمكة الفراشة الشمّامية ذات الزعانف السوداء. هي نوع من الأسماك البحرية شعاعية الزعانف، وتنتمي إلى فصيلة أسماك الفراشة، وتتواجد في شمال غرب المحيط الهندي.

## الوصف

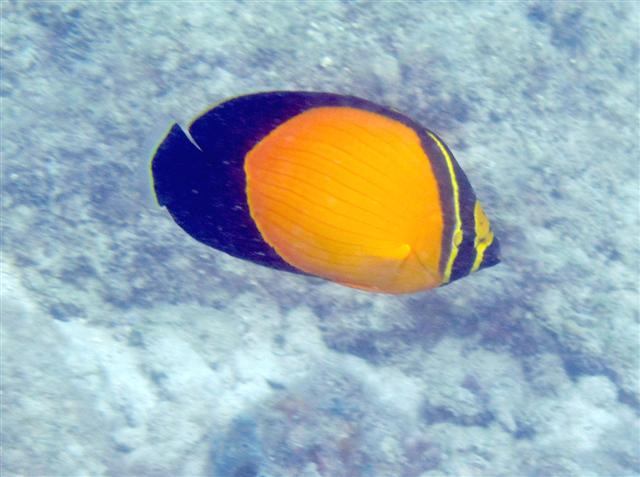
سمكة فراشة عربية في الخليج العربي بالقرب من جزيرة كيش بإيران

يحتوي هذا النوع من السمك على جسم أصفر لامع في جميع أنحاء الجسم باستثناء الحافة الخلفية فهي بلونٍ أسود، كما تعد زعانفها الظهرية والشرجية والذيلية سوداء أيضًا. بالإضافة إلى ذلك هناك ثلاثة شرائط سوداء رأسية على الوجه: الأول على الخطم حول الفم، والثاني يمر خلال العين، والثالث خلف العين مباشرة. تحتوي الزعنفة الظهرية على 13 شوكة و19 إلى 21 شعاعا رخوًا، بينما تحتوي الزعنفة الشرجية على ثلاثة أشواك و18 إلى 19 شعاعًا رخوًا. يبلغ الحد الأقصى للطول الإجمالي لهذا النوع 13 سم (5.1 بوصة).

## الانتشار
تنتشر سمكة الفراشة العربية في شمال غرب المحيط الهندي؛ حيث تتواجد في الخليج العربي، وقبالة السواحل الجنوبية لشبه الجزيرة العربية من خليج عمان إلى خليج عدن، كما تتواجد أيضًا في جنوب البحر الأحمر.

## الموطن وعلم الأحياء
تم العثور على أسماك الفراشة العربية في الشعاب الساحلية الضحلة حيث تفضل المناطق ذات النمو المرجاني الغني. تعيش هذه الأسماك على أعماق تتراوح بين 2 إلى 16 مترًا (7 إلى 52 قدمًا)، وعادةً تعيش ضمن أزواج بالرغم من وجود سجلات عرضية تفيد بوجود تكتلات وتجمعات منها في أماكن معينة، وتعد ضمن آكلات المرجان الإجبارية وتتغذى حصريًا على البولبات، كما تعد بيوضية حيث تشكل أزواجًا للتبويض.

## التصنيف
تم التعرف على سمكة الفراشة العربية ووصفها علميًا لأول مرة من قبل عالم الحيوان الفرنسي ألفونس غيشنوت عام 1863 م، وقد وضع لا ريونيون كموقع لهذا النوع، وبما أنه لم يتم إيجاده في جزر ماسكارين ككل، فلربما وضع اسم هذا الموقع عن طريق الخطأ. يعد هذا النوع ضمن الجنس الفرعي المسمى "عرائس البحر المرجانية Corallochaetodon" جنبًا إلى جنب مع سمكة الفراشة سوداء الذيل (C. austriacus) وسمكة الفراشة الشمامية (C. trifasciatus) وسمكة الفراشة البيضاوية (C. lunulatus)، ومن المحتمل أن يكون هذا النوع مرتبط ارتباطًا وثيقًا بالجنس الفرعي Citharoedus (الاسم هو مرادف مبتدئ للجنس الرخوي) جنبًا إلى جنب مع سمكة الفراشة المخربشة (C. meyeri). كما يمكن فصل هذه الأجناس الفرعية ووضع بعضها ضمن الجنس الفرعي Megaprotodon إذا تم تقسيم جنس "عرائس البحر Chaetodon".

## الاستخدام
يصعب حفظ سمكة الفراشة العربية في الأحواض المائية بسبب نظامه الغذائي المتخصص من المرجان، ويظهر بعض الأحيان في بعض مواقع التجارة البحرية.